# Potkański-Palast

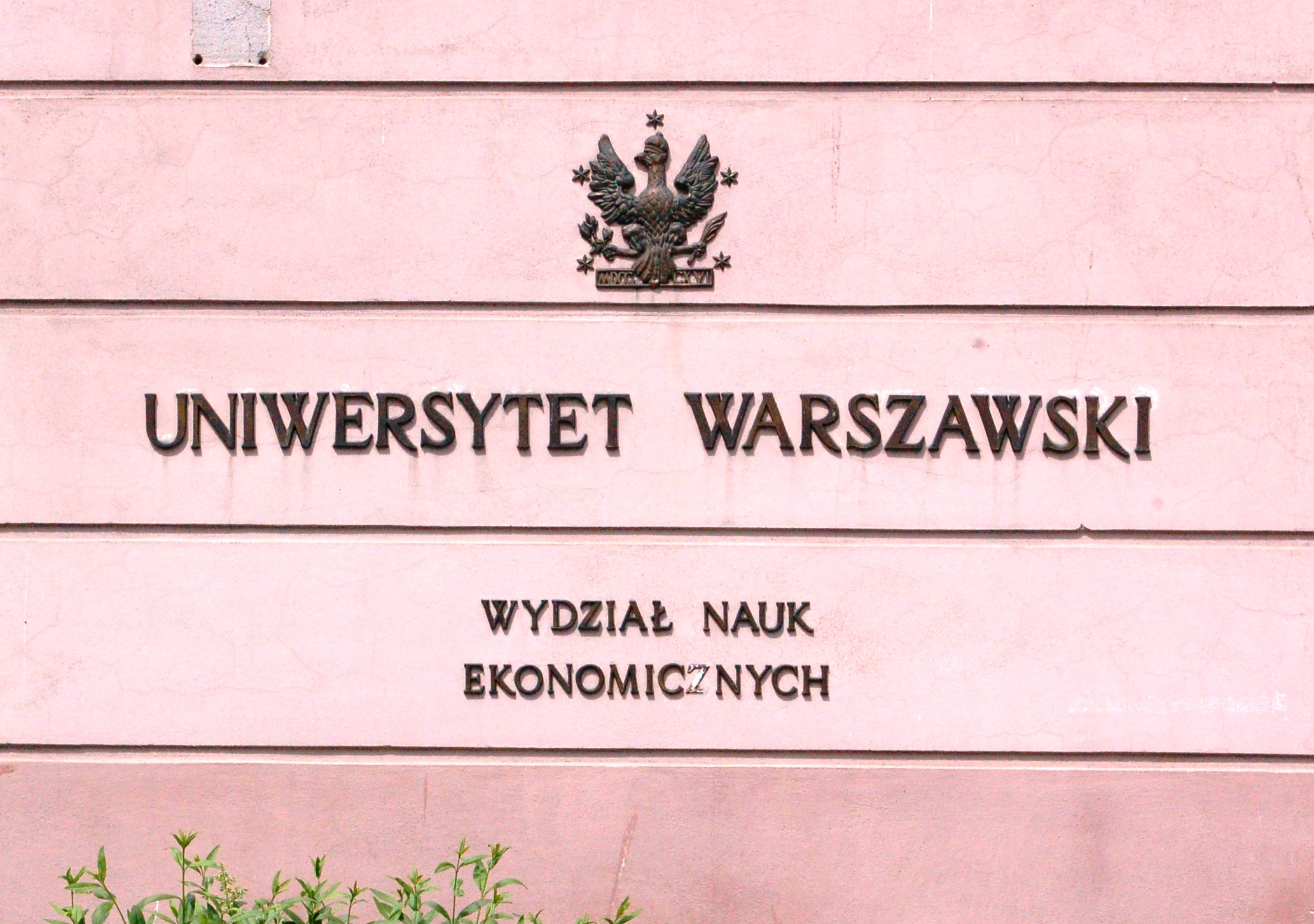
Hinweistafel auf den derzeitigen Gebäudenutzer: das Dekanat der wirtschaftswissenschaftlichen Fakultät der Warschauer Universität

Der Potkański-Palast (polnisch: Pałac “Na Podkańskiem”) befindet sich im Warschauer Innenstadtdistrikt an der Ulica Długa 44. Heute wird er von der Universität Warschau genutzt. 100 Meter ostwärts liegt an derselben Straßenseite der größere Palast zu den vier Winden.

## Geschichte
Ursprünglich befand sich an der Stelle des heutigen Palastgebäudes ein kleineres Herrenhaus des Płocker Bischofs Jan Gębicki. In den Jahren 1771 bis 1773 ließ der Abt von Sulejów, Stanisław Potkański, hier von Domenico Merlini seine Warschauer Residenz errichten. Bereits zum Ende des 18. Jahrhunderts wurde das Gebäude als Mietshaus genutzt; im Erdgeschoss befanden sich sechs Ladengeschäfte. Auf dem großen Grundstück entstanden kleinere Mietsgebäude, Remisen und Schuppen. 1860 wurde an der Innenhofseite eine Wendeltreppe angebaut, um den Mietern den Zugang zu den oberen Geschossen zu erleichtern.
Zunehmend zogen im ausgehenden 19. Jahrhundert jüdische Mieter in das Gebäude, bis sie 1940 in das Warschauer Ghetto zwangsumgesiedelt wurden. Im Jahr 1911 wurde die Ostbebauung des Innenhofes durch einen Mietsneubau vom Architekten Stefan Szyller ersetzt (ab dann Nr. 46). Etwa zeitgleich entstand an der Westseite ein Gebäude für Edward Ahrends (ab dann Nr. 42). 1943 entdeckte die deutsche SS eine Druckerei der Widerstandsbewegung im Gebäudekeller der Tischlerei Cegłowski. Mehrere Dutzend Menschen wurden in Folge hingerichtet.
Während des Warschauer Aufstandes im Jahr 1944 brannte das Gebäude komplett aus. 1955 wurde der Mittelteil wiedererrichtet. Der vormals über die gesamte Straßenfassade verlaufende, damals längste Balkon Warschaus wurde jedoch nicht wieder angefügt. 1992 und 1993 wurde die Fassade restauriert. Heute beherbergt der Palast das Dekanat des volkswirtschaftlichen Fakultät der Warschauer Universität (Wydział Nauk Ekonomicznych Uniwersytetu Warszawskiego).